# Kon Thụp
Kon Thụp là một xã thuộc huyện Mang Yang, tỉnh Gia Lai, Việt Nam.
Xã Kon Thụp có diện tích 60,84 km², dân số năm 1999 là 2056 người, mật độ dân số đạt 34 người/km².